# Barychelidae
Barychelidae (лат.) — семейство мигаломорфных пауков (Mygalomorphae). Около 300 видов.

## Распространение
Повсеместно в тропиках: Неотропика, Афротропика, Индомалайская зона и Австралия, Новая Каледония, Новая Гвинея, Мадагаскар, Океания.

## Описание
Строят ловчие норки (до 40 см в глубину). Известны в ископаемом состоянии: вид Psalistops hispaniolensis Wunderlich, 1988 обнаружен в неогеновом доминиканском янтаре.
Некоторые виды способны к стридуляции. Большинство видов имеют 8 желтовато-коричневых (или оранжевых) глаз, но у некоторых Mandjelia и Synothele по 7 глаз. На всех ногах по два коготка (третий отсутствует).
Вид Idioctis parilarilao роет норки в литоральной зоне Тайваня.

## Систематика

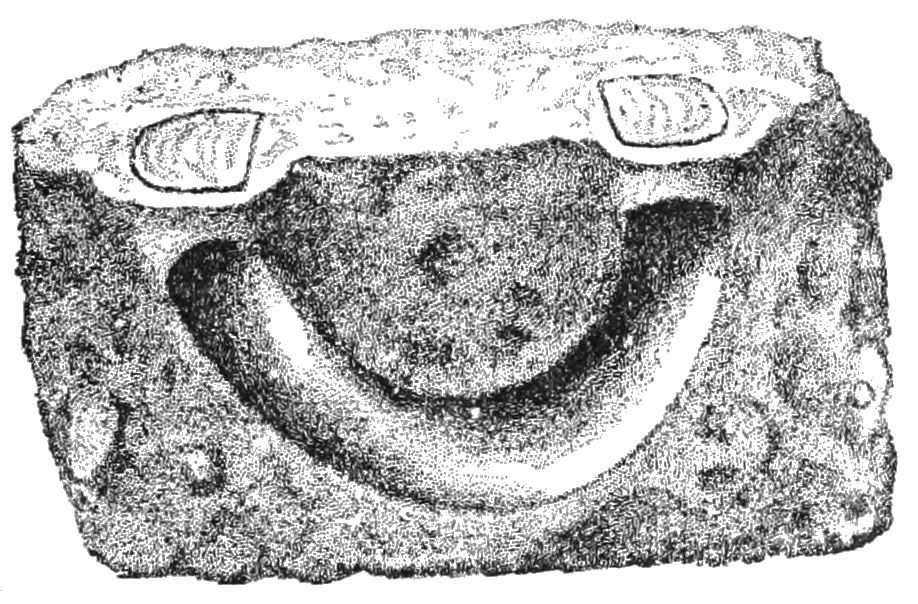
Нора Trichopelma astuta

Семейство Barychelidae включает 42 рода:
- Ammonius Thorell, 1899
- Atrophothele Pocock, 1903
- Aurecocrypta Raven, 1994
- Barycheloides Raven, 1994
- Barychelus Simon, 1889
- Cosmopelma Simon, 1889
- Cyphonisia Simon, 1889
- Cyrtogrammomma Pocock, 1895
- Diplothele O. Pickard-Cambridge, 1890
- Encyocrypta Simon, 1889
- Eubrachycercus Pocock, 1897
- Fijocrypta Raven, 1994
- Idioctis L. Koch, 1874
- Idiommata Ausserer, 1871
- Idiophthalma O. Pickard-Cambridge, 1877
- Mandjelia Raven, 1994
- Megamonodontium McCurry et al., 2023
- Monodontium Kulczy?ski, 1908
- Moruga Raven, 1994
- Natgeogia Raven, 1994
- Neodiplothele Mello-Leitão, 1917
- Nihoa Raven & Churchill, 1992
- Orstom Raven, 1994
- Ozicrypta Raven, 1994
- Paracenobiopelma Feio, 1952
- Pisenor Simon, 1889
- Plagiobothrus Karsch, 1892
- Psalistops Simon, 1889
- Questocrypta Raven, 1994
- Rhianodes Raven, 1985
- Sason Simon, 1887
- Sasonichus Pocock, 1900
- Seqocrypta Raven, 1994
- Sipalolasma Simon, 1892
- Strophaeus Ausserer, 1875
- Synothele Simon, 1908
- Thalerommata Ausserer, 1875
- Tigidia Simon, 1892
- Trittame L. Koch, 1874
- Troglothele Fage, 1929
- Tungari Raven, 1994
- Zophorame Raven, 1990
- Zophoryctes Simon, 1902